# 大谷和彦
大谷 和彦（おおたに かずひこ、1946年7月8日 - 2025年1月7日）は、日本の経営者。ニューオータニ社長を務めていた。大谷米一の長男。

## 経歴
東京都出身。1969年に慶應義塾大学経済学部を卒業し、同年にトーメンに入社。
1981年6月にニューオータニ取締役に就任し、1983年6月に常務、1984年6月に専務、1987年6月に副社長を経て、1993年6月には社長に昇格。
2025年1月7日正午、食道がんのため自宅で死去。78歳没。

## 人物
1995年、以前より馬主であった父の米一の死去に伴い、所有馬を相続する形で日本中央競馬会（JRA）の馬主となっている。勝負服の柄は黒、赤一文字、冠名には「ワラク」を用いた。